# سبايدرمان (لعبة فيديو 2018)
مارفل سبايدرمان (بالإنجليزية: Marvel's Spider-Man)‏ هيّ لعبة فيديو أكشن-مغامرات مقتبسة عن شخصية البطل الخارق سبايدرمان من قصص مصورة لمارفل كومكس. واللعبة من تطوير إنسومنياك جيمز ونشر سوني إنتراكتيف إنترتينمنت على نظام بلاي ستيشن 4، وهيّ أول لعبة لإنسومنياك جيمز مبنية عن ملكية فكرية مرخصة. وحكاية اللعبة هي قصة جديدة عن شخصية سبايدرمان غير مرتبطة بأي قصص مصورة أو لعبة فيديو أو فيلم. وسوف تغطي حكاية اللعبة جوانب لكليّ كل من شخصية بيتر باركر وسبايدرمان. باعت أكثر من 20 مليون نسخة حول العالم.
إصدرت اللعبة عالمياً في 7 سبتمبر، 2018. ومن بعد الإصدار المقصود، سيكون هناك محتوى إضافي يضاف إلى لعبة سبايدرمان عبر محتوى "City That Never Sleeps" القابل للتحميل، بما في ذلك شخصيات جديدة من عالم سبايدرمان وبدلات جديدة سرية بإمكان سبايدرمان الارتداء. واللعبة تدعم اللغة العربية بالدبلجة باللهجة المصرية.

## القصة
القصة هنا ليست مبنيه على أي قصة مصوره أو فيلم لهذه الشخصية ولكنها تدور بعالم مارفل وبشخصية بيتر باركر وهو بسن الـ23 عام وقد مضت 8 سنوات منذ حصوله على قدرات الرجل العنكبوت، اللعبة موجهة لمحبي هذه الشخصية بالمقام الأول وتقوم بشرح الاحداث بتسلسل جميل ولكن ليس بتفصيل كبير فمن لايعرف بعض الشخصيات مثل ماري جين وغيرها قد يجد نفسه ضائعا بعض الشيء في بداية الأمر ولكن الامور تتضح بالاجزاء الأساسيه منها مع تقدم القصة، هنا يمكننا الإشادة كثيرا بما تقدمه هذه اللعبة من سرد قصصي مميز تجعلك تتحمس كثيرا لمعرفة ماهو القادم فيها ولا أكذب عليكم إن قلت بأن قصة اللعبة أعجبتني أكثر من أفلام هوليود الأخيرة لهذه الشخصية وبفارق كبير، ستواجد الشخصيات العدوة الشهيرة وأيضا ستلعب بشخصيات مختلفة بعيدا عن بيتر باركر “سبايدرمان” وهذا الأمر يعطي للعبه حبكة دراميه مميزة جدا.

## الاستقبال
| استقبال |        |
| --- | ------ |
| مجموع النقاط المجموع نقاط ميتاكريتيك 87/100 [ 5 ] [ 6 ] نتائج المراجعة نشرة نقاط دستركتويد 9/10 [ 7 ] إلكترونك غيمينغ مونثلي 9/10 [ 8 ] غيم إنفورمر 9.5/10 [ 9 ] غيم ريفولوشن [ 10 ] غيم سبوت 9/10 [ 11 ] غيمز رادار [ 12 ] آي جي إن 8.7/10 [ 13 ] بي سي غيمر (الولايات المتحدة) 75/100 [ 14 ] يو إس غيمر [ 15 ] فيديو غيمر.كوم 8/10 [ 16 ] |        |
| مجموع النقاط |        |
| المجموع | نقاط   |
| ميتاكريتيك | 87/100 |
| نتائج المراجعة |        |
| نشرة | نقاط   |
| دستركتويد | 9/10   |
| إلكترونك غيمينغ مونثلي | 9/10   |
| غيم إنفورمر | 9.5/10 |
| غيم ريفولوشن | [ 10 ] |
| غيم سبوت | 9/10   |
| غيمز رادار | [ 12 ] |
| آي جي إن | 8.7/10 |
| بي سي غيمر (الولايات المتحدة) | 75/100 |
| يو إس غيمر | [ 15 ] |
| فيديو غيمر.كوم | 8/10   |

## المبيعات
باعت الرجل العنكبوت 3.3 مليون نسخة في الأيام الثلاثة الأولى من إصدارها، مما يجعلها أسرع إصدار لألعاب الفيديو للطرف الأول مبيعًا في تاريخ سوني، متغلبًا بفارق ضئيل على آلهة الحرب 3.1 مليون، قدرت USA Today أن اللعبة حققت ما لا يقل عن 198 مليون دولار خلال هذه الفترة، متجاوزة 117 مليون دولار في أمريكا الشمالية الافتتاحية في نهاية الأسبوع في شباك التذاكر لفيلم 2017 Spider-Man: Homecoming ، على الرغم من أن الوحدات المباعة مع حزمة وحدة التحكم PS4 من المحتمل أن تضخم هذا الرقم. وفقًا لتوقعات المبيعات من قبل مجموعة NPD ، كانت مبيعات شهر إصدار الرجل العنكبوت أعلى بنسبة 37٪ من مبيعات شهر الإصدار المجمعة لجميع ألعاب الرجل العنكبوت التي تم إصدارها منذ أن بدأت المجموعة في تتبع الأرقام في عام 1995. بحلول نوفمبر 2018، أصبحت لعبة الأبطال الخارقين الأسرع مبيعًا في الولايات المتحدة.
في المملكة المتحدة، أصبحت الرجل العنكبوت اللعبة الأسرع مبيعًا لعام 2018 من حيث الوحدات المادية، متجاوزة لعبة فار كراي 5 - التي تم إصدارها على ثلاث منصات أخرى وباعت ضعف عدد الوحدات لعبة God of War. كانت أيضًا اللعبة الأسرع مبيعًا التي تحمل علامة Marvel ، حيث تفوقت على Lego Marvel Super Heroes (2013) بهامش كبير، وأسرع لعبة فردية مبيعًا منذ Call of Duty: WWII لعام 2017. لقد بيعت أقل من لعبة الأبطال الخارقين الأسرع مبيعًا لهذا الجيل، (Batman: Arkham Knight (2015، والتي تم إصدارها على المزيد من المنصات. الأرقام لا تشمل المبيعات الرقمية في المملكة المتحدة. ظلت لعبة الرجل العنكبوت هي لعبة الفيديو الأكثر مبيعًا لمدة ثلاثة أسابيع متتالية، كانت ثاني أفضل لعبة مبيعًا في سبتمبر 2018 بعد فيفا 19 .
تجاوزت مبيعات الشهر الأول من الألعاب الحصرية على PS4 Uncharted 4: A Thief's End (زيادة بنسبة 44٪) و Horizon Zero Dawn (94٪) و God of War (138٪). بقيت في المراكز العشرة الأولى مبيعًا حتى 3 يناير 2019، واستمرت لمدة 13 أسبوعًا.
في اليابان، تم بيع ما يقرب من 125154 وحدة مادية خلال أسبوعها الأول، لتصبح اللعبة الأكثر مبيعًا من أي، وبحلول الأسبوع الثالث احتفظت بهذا المركز، حيث بيعت أكثر من 500 الف نسخة مادية في سنتها الأولى، أصبحت اللعبة أيضًا واحدة من أفضل ألعاب PS4 المطورة في الغرب مبيعًا في اليابان، حيث تم تجاوزها فقط من قبل كول أوف ديوتي: بلاك أوبس 4 وماين كرافت، والأكثر مبيعًا التي تم تطويرها في الغرب، والتي تمولها سوني منذ عام 1998(Crash Bandicoot: Warped لبلاي ستيشن). باعت Spider-Man أكثر من 9 ملايين وحدة مادية ورقمية في جميع أنحاء العالم بحلول نوفمبر 2018، وزادت إلى 13.2 مليون نسخة بحلول أغسطس 2019. في نوفبمر 2020 تقرير عبر موقع GamesIndustry أكد ان اللعبة قد تجاوزت 20 مليون نسخة حول العالم مما يجعلها واحدة من أفضل الألعاب الحصرية مبيعًا في التاريخ بشكلٍ عام.